# Pic de Mortiers
Le pic de Mortiers, ou puig de Morters, est un sommet des Pyrénées-Orientales et de l'Ariège, en France, situé sur les communes de Formiguères et d'Orlu.

## Toponymie
Le pic tient son nom de ses creux rappelant des mortiers (en catalan : morter).

## Géographie

### Topographie
Le pic de Mortiers est situé entre la partie nord-ouest du département des Pyrénées-Orientales et l'extrême sud-est du département de l'Ariège, à cheval sur les communes de Formiguères dans les Pyrénées-Orientales pour son versant oriental, et d'Orlu en Ariège pour son versant occidental. Il culmine à 2 605 mètres d'altitude et est entouré au nord par le puig de Terrers et au sud par le pic de l'Homme Mort.

### Hydrographie
Trois petits sous-affluents de l'Oriège prennent leur source sur le versant occidental du pic de Mortiers.

## Accès
Le sentier GR de pays Tour des Péric passe par le sommet. Cela permet de le rejoindre depuis le refuge de Camporells, situé en contrebas à l'est. On peut alors en redescendre à pied, à VTT ou, en hiver, à ski.